# Liriomyza subsativae
Liriomyza subsativae är en tvåvingeart som beskrevs av Mitsuhiro Sasakawa 1992. Liriomyza subsativae ingår i släktet Liriomyza och familjen minerarflugor.
Artens utbredningsområde är Colombia. Inga underarter finns listade i Catalogue of Life.